# Hannah Ball
Hannah Ball (1734–1792) est une méthodiste wesleyenne anglaise et pionnière de l'école du dimanche.

## Biographie
Ball est née le 13 mars 1734. Lorsque John Wesley et d'autres prédicateurs méthodistes visitent High Wycombe, à Bucks où elle vit la majeure partie de sa vie, elle est attirée par leur enseignement. En 1766, elle commence à tenir un journal, dont quelques extraits sont publiés. Plusieurs des lettres échangées entre elle et Wesley sont également imprimées. Sur les conseils de Wesley, elle rompt ses fiançailles pour se marier avec quelqu'un qui, dans le langage de la secte, est « un homme impie ». C'est une mystique, et Wesley l'avertit qu'« une révélation claire de plusieurs personnes dans la Trinité toujours bénie n'était en aucun cas une épreuve certaine pour la perfection chrétienne ».
Hannah Ball est décédée le 16 août 1792.

## Écoles du dimanche
En 1769, elle commence une école du dimanche. Elle est poursuivie par sa sœur Anne, est réorganisée en 1801, et dure jusqu'à la fin du XIXe siècle.
Le germe de l'école du dimanche moderne peut être retracé dans les méthodes d'enseignement établies par Luther, John Knox et Charles Borromée. On en trouve des traces en France au XVIIe siècle. Le Rév. Joseph Alleine avait l'habitude de réunir les jeunes élèves pour l'instruction du dimanche. L'évêque Thomas Wilson institue de telles écoles sur l'île de Man en 1703. Les baptistes du septième jour en avaient une entre 1740 et 1747 à Euphrata, en Pennsylvanie.